# هيورين
هيورين (هانغل: 효린) من مواليد 11 ديسمبر 1990 في إنتشون، كوريا الجنوبية، هي مغنية وممثلة كورية جنوبية بدأت مسيرتها الفنية عام 2010. وهي عضوة في فرقة سيستار.

## السيرة الذاتية
ولدت هيورين في عام 1991 في الحادى عشر من شهر يناير في انشيون كوريا الجنوبية.
وفي مارس 2011 كانت هيورين ضيفا على قلب قوى حيث اكتشفت انها ولدت قبل الاوان وكان حجمها 4.2 كجم اى حوالى 9 رطلا عند الولادة .. خلال فتره حمل والدتها كان الماء يملأ معده هيورين والذي ادى بها لتكون ولدت قبل الاوان لم يتمكن الطبيب من تمريرها من خلال الأمعاء لها، والتي تضرر في نهاية المطاف كبدها، مما تسبب في رتق القناة الصفراوية المرارية. على الرغم من اجراءالجراحة اللازمة لها . وكان انخفاض فرص الحياة ملحوظ، ولكن هيورين تمكنت من البقاء على قيد الحياة بعد عملية جراحية طويلة دامت 10 ساعة.

## روابط خارجية
- هيورين على موقع IMDb (الإنجليزية)
- هيورين على موقع ميوزك برينز (الإنجليزية)
- هيورين على موقع أول ميوزيك (الإنجليزية)
- هيورين على موقع ديسكوغز (الإنجليزية)
- هيورين على موقع قاعدة بيانات الفيلم (الإنجليزية)
- هيورين على موقع كينوبويسك (الروسية)